# Људски алфахерпесвирус 2
Људски алфахерпесвирус 2 или хумани алфахерпесвирус 2  (акроним ХХВ-2) је врста херпес симплекс вируса из рода Simplexvirus, потфамилије Alphaherpesvirinae, породице Herpesviridae и реда Herpesvirales. ХСВ-2 је веома распрострањена на глобалном нивоу.
Резервоар херпес вируса је човек која пати од манифестне херпетичне инфекције или носиоц  вируса. Извор инфекције су пљувачка и измет, а вирус се преноси директним контактом и преко разних предмета. Улазна врата су обично респираторни тракт, али могу бити и око и оштећена кожа. Доказано је да се херпес преноси полним путем и да се може пренети на бебе током порођаја. Болест коју овај вирус изазива спада и у категорију полно преносивих болести. 

## Епидемиологија
Херпес симплек вирус типови 1 (ХСВ-1) и 2 (ХСВ-2) су повезани са више од 200.000 гениталних инфекција у 2003. години, а процењује се да више од 30 милиона особа у Сједињеним Америчким Државама тренутно има генитални ХСВ. 
Иако је ХСВ-2 одговоран за већину случајева гениталних инфекција, преваленција ХСВ-1 расте, посебно међу женама. Највеће стопе серопреваленције ХСВ-2 у Сједињеним Америчким Државама пријављене су међу женским проституткама и хомосексуалцима  (83%).  Вероватноћа да ће мушкарци бити заражена и ХСВ-1 и ХСВ-2 је само упола мања него код жена.  

## Етиопатогенеза
ХСВ-2 је идентификован као један од ретких фактора који разликују подручја високе и ниске преваленције ХИВ-а.  Код ХСВ-2 серопозитивност је повезана са троструким повећањем ризика од добијања ХИВ-а, а особе са ХИВ-ом и ХСВ-2 имају већу вероватноћу да ће пренети ХИВ.
Проценат ХИВ-а који се може приписати ХСВ-2   може се временом повећати и процењено је да износи чак 35–48%.
Напори да се смањи ризик од преношења ХИВ-а лечењем ХСВ-2 били су разочаравајући.   Имајући у виду снажну епидемиолошку повезаност између ХИВ-а и ХСВ-2, међутим, треба истражити даље стратегије за спречавање преношења ХСВ-2 (нпр  увођење ефикасне ХСВ-2 вакцине).
ХСВ-2 дели са ХСВ-1 образац примарне инфекције (када је симптоматска) са болним везикуларно-пустуларним лезијама (са или без грознице) праћене латентном инфекцијом нервних ганглија и спорадичним поновним појавом. За ХСВ-2, међутим, лезије су најчешће гениталне, а места латенције су првенствено сакрални ганглије.
Већина људи са симптоматском примарном инфекцијом ће имати рекурентну инфекцију у року од годину дана, са опадањем учесталости након тога. Рецидиви су обично много мање тешки – чак и асимптоматски – и немају температуру или системске знакове, иако ће мали део људи, чешће жене, имати много чешће рецидиве. Као и код ХСВ-1, ова група људи може имати користи од супресивног ацикловира.
Било током примарне или рекурентне инфекције, ХСВ-2 може изазвати болест централног нервног система, иако за разлику од ХСВ-1, изазива менингитис, а не енцефалитис. Већина онога што је раније означавано као рекурентни асептични менингитис сада је познато из ПЦР студија да представља инфекцију ХСВ-2.
ХСВ-2 инфекција новорођенчета је неуобичајена, али разорна компликација ХСВ-2 инфекције мајке, која се најчешће примећује тамо где су мајке недавно заражене и имају активно излучивање вируса са гениталија. Неонатална ХСВ-2 инфекција може изазвати менингитис, сепсу и фулминантну дисеминовану инфекцију, са смртношћу од нелечене инфекције која прелази 80%.  Брзо започињање високе дозе ацикловира при првој сумњи на неонаталну инфекцију ХСВ-2 може значајно смањити морталитет. 
Коначно, као што се види код ХСВ-1, имуносупресија може довести до теже и отпорне на лечење ХСВ-2 болести. Повећане стопе рецидива за оба ова вируса су виђене као рана карактеристика ХИВ-1 болести, често пре појаве класичнијих инфекција повезаних са АИДС-ом. Поред тога, инфекција ХСВ-2 је повезана са два до четири пута повећаним ризиком од ХИВ инфекције, што ХСВ чини главним фактором у ширењу ХИВ-а широм света.

## Еволуција
Хумани алфахерпесвирус 2 се може поделити у две групе: једна је глобално распрострањена, а друга је углавном ограничена на подсахарску Африку.

## Патологија
Људски алфахерпес вирус 2 инфицира људе, најчешће као генитални херпес. У Сједињеним Државама више од једне од шест особа има вирус. То је првенствено полно преносива инфекција. Људски алфахерпес вирус 2 има тенденцију да борави у сакралним ганглијама. Хумани алфахерпесвирус 2 се периодично излучује у људски генитални тракт, најчешће асимптоматски. Већина сексуалних преноса се дешава током периода асимптоматског лињања.  Асимптоматска реактивација значи да вирус изазива атипичне, суптилне или тешко уочљиве симптоме који нису идентификовани као активна херпес инфекција, тако да је стицање вируса могуће чак и ако нема активних пликова или раница.
У једној студији, дневни узорци гениталног бриса пронашли су хумани алфахерпесвирус 2 у просеку од 12–28% дана међу онима који су имали епидемију и 10% дана међу онима који пате од асимптоматске инфекције, при чему се многе од ових епизода дешавају без видљивих избијање („субклиничко осипање“). 
У другој студији, 73 субјекта су рандомизована да примају валацикловир 1 г дневно или плацебо током 60 дана сваки у двосмерном унакрсном дизајну. Дневни брис гениталног подручја је самостално узет за детекцију хуманог алфахерпесвируса 2 ланчаном реакцијом полимеразе, да би се упоредио ефекат валацикловира у односу на плацебо на асимптоматско излучивање вируса код имунокомпетентних, серопозитивних субјеката без историје симптоматске инфекције гениталног херпеса. Студија је открила да је валацикловир значајно смањио излучивање током субклиничких дана у поређењу са плацебом, показујући смањење од 71%; 84% испитаника није имало осипање док су примали валацикловир у односу на 54% испитаника на плацебу. Око 88% пацијената лечених валацикловиром није имало препознате знакове или симптоме наспрам 77% код плацеба.
За хумани алфахерпес вирус 2, субклиничко излучивање може представљати највећи део преношења.  Студије на нескладним партнерима (један заражен, један не) показују да је стопа преношења приближно 5 на 10.000 сексуалних контаката. Атипични симптоми се често приписују другим узроцима, као што је гљивична инфекција.

## Клиничка слика
Постоји широк спектар ХСВ гениталних болести, у распону од асимптоматског излучивања до болног гениталног улкуса са дисуријом, болном ингвиналном аденопатијом и грозницом.
Код мушкараца, везикуларни чир пениса са еритематозном базом и дисуријом су најчешћи симптоми. 
Поновљене гениталне лезије су честе, посебно код ХСВ-2 (60%).
Деветнаест дана је просечно трајање лезија које се примећују у примарној инфекцији, и то се смањује до 10 дана са рецидивима. 
Иако је пренос на сексуалне партнере већи код активних лезија, 70% трансмисије се приписује асимптоматском излучивању вируса. Пренос је већи код мушких пацијената у односу на жене (17% наспрам 4%). 

## Дијагноза
Дијагноза се обично поставља на основу болног, плитког, гениталног улкуса, или:
- културе вируса,

- директним флуоресцентним тестирањем на антитела и

- ПЦР могу се користити као потврдни тестови.  ПЦР је посебно користан у дијагнози асимптоматског алекса.

Серолошке анализе су најкорисније за епидемиолошке студије и нису корисне за акутно дијагностиковање инфекције.